# Vincenzo Capponi
Vincenzo Capponi (Firenze, 18 ottobre 1605 – Firenze, 1688) è stato un letterato e poeta italiano.

## Biografia
Nato a Firenze nel 1605 dal marchese Bernardino Capponi e Lisabetta Salviati, sorella di Filippo Salviati, viaggiò all'estero in gioventù e al rientro in Italia nel 1623 si stabilì a Roma quale cameriere d'onore di papa Urbano VIII. Durante il suo soggiorno romano frequentò l'Accademia dei Lincei e conobbe intellettuali quali Giovanni Ciampoli, Agostino Mascardi e Virginio Cesarini.
Tornato a Firenze dopo la morte del padre, avvenuta alla fine del 1639, si occupò di risanare il patrimonio famigliare e si sposò nel 1648 con Lucrezia Soderini, dalla quale ebbe due figlie. Nella città toscana fu console dell'Accademia Fiorentina e membro dell'Accademia della Crusca con il nome di "Sollicito", divenendone poi arciconsolo nel 1662. Collaborò alla stesura della terza edizione del Vocabolario e fu autore di discorsi di argomento religioso, trattati accademici e parafrasi poetiche. Di rilievo il suo lavoro di raccolta di parafrasi letterarie di centocinquanta salmi.
Nel 1670 fu nominato senatore dal granduca Cosimo III de' Medici.
Dopo la morte, avvenuta nel 1688, la figlia Cassandra traslò la ricca biblioteca paterna nel palazzo del marito Francesco Riccardi in via Larga, contribuendo ad arricchire quella che sarebbe poi diventata la biblioteca Riccardiana.